# ادوین موراتی
ادوین موراتی (آلبانیایی: Edvin Murati؛ زادهٔ ۱۲ نوامبر ۱۹۷۵) بازیکن فوتبال اهل آلبانی بود.
از باشگاه‌هایی که در آن بازی کرده‌است می‌توان به باشگاه فوتبال لیل، باشگاه فوتبال پاری سن-ژرمن، باشگاه فوتبال فورتونا دوسلدورف، و باشگاه فوتبال ایراکلیس ۱۹۰۸ اشاره کرد.
وی همچنین در تیم ملی فوتبال آلبانی بازی کرده‌است.